# Aldeaseca de Alba
Aldeaseca de Alba település Spanyolországban, Salamanca tartományban. Aldeaseca de Alba Alba de Tormes, Garcihernández, Pedrosillo de Alba, Valdecarros és Navales községekkel határos. Lakosainak száma 64 fő (2024).

## Népesség
A település népessége az elmúlt években az alábbi módon változott:
| Lakosok száma | 125  | 110  | 99   | 94   | 89   | 83   | 77   | 70   | 72   | 64   |
|               | 2001 | 2004 | 2007 | 2009 | 2012 | 2014 | 2017 | 2019 | 2022 | 2024 |